# 車椅子ハンドボール
車椅子ハンドボール（Wheelchair handball）はヨーロッパを中心に主に身体障害者を対象としたハンドボールの派生版。

## 歴史
車椅子ハンドボールは1993年にドイツのライプツィヒで開催されたコーチングシンポジウムで最初の試合を行ったとされ、2005年タイでのシンポジウムを経て2006年EHFユースハンドボール大会で初の公式戦が行った。
2009年にIHFは国際パラリンピック委員会に加盟したが、パラリンピック競技としては採用されていない。
国際的にはIHFが統括しているが、日本では一般社団法人日本車椅子ハンドボール連盟が統括、運営している。

## 主な大会
IHFは車椅子ハンドボール世界選手権大会を毎年実施しており、日本でも日本車椅子ハンドボール選手権大会を開催している。
2024年2024年9月16日から21日にエジプトのカイロにて行われる第3回いすハンドボール世界選手権への出場に向けてクラウドファンディングを実施したところ、期日までに目標金額を達成し、世界選手権へ初出場できることとなった。この大会が、日本代表の国際大会への初出場となる。

## 主なルール
出典及び詳細は、一般社団法人日本車椅子ハンドボール連盟が公開する「ＪＷＨＦ4人制・6人制競技規則」を参照のこと。
4人制と6人制があり、試合時間は20分ハーフの40分。最低1名女性選手が入ることが規定されている。